# 1038
Cette page concerne l'année 1038  du calendrier julien.
L'année 1038 est une année commune qui commence un dimanche.

## Événements
- 28 mars : la mort du rabbin Haï Gaon marque la fin de la période des Gueonim et des académies juives à Babylone[1].
- Août : Toghrul-Beg prend Nichapur à Masûd de Ghaznî. Il devient le chef des turcs Saljûqides (fin en 1063)[2].
- En Chine, le royaume Tangoute proclame son indépendance vis-à-vis des Liao. Le roi Yuánhào fonde la dynastie des Xia occidentaux (Xixia), installée dans une boucle du fleuve Jaune coupant la route de l'Asie centrale[3].
- Défaite d'une expédition dans le Caucase de Constantin, domestique des Scholes, frère de l'empereur byzantin Michel IV[4].

### Europe
- 18 janvier : guerre de l’archevêque de Bourges. Une milice pour la paix de Dieu formée en 1031 par l'archevêque Aymon de Bourbon est massacrée par le vicomte de Déols à Châteauneuf-sur-Cher[5].
- 26 mars : l'empereur Conrad II célèbre Pâques à Spello[6].
- 14 mai : Conrad II entre à Capoue. Après l'échec de négociations, il dépose le prince de la ville, Pandulf IV, accusé de spoliation par les moines du Mont-Cassin, et place le prince de Salerne Guaimar sur le trône[7].
- 22 juin : Ferdinand Ier le Grand, roi de Castille, est couronné comme roi de León[8].

Les conquêtes de Georges Maniakès en Italie du Sud entre 1038 et 1040.
Empire byzantin
Conquête de Georges Maniakès
Duché de Bénévent
Duché d'Amalfi
Principauté de Capoue
Émirat de Sicile

- Été : prise de Messine et victoire byzantine sur les musulmans de Sicile à Rametta[4]. Reconquête de l’Est de la Sicile des Kalbides jusqu’en 1043 par le byzantin Georges Maniakès à la tête de troupes comprenant de forts contingents normands (Syracuse, Taormine).
- 10 août : Henri le Noir reçoit à Ulm l'investiture des duchés de Souabe et d'Alémanie[9].
- 11 août : Conrad II est à Brixen. Il repasse les Alpes après avoir demandé aux seigneurs italiens de continuer la guerre contre Milan[6].
- 15 août : mort d’Étienne Ier, roi de Hongrie[10]. La Hongrie connaît un demi-siècle de troubles provoqués par la lutte pour le pouvoir, les différents prétendants au trône faisant appel aux empereurs d’Orient ou aux empereurs germanique. Étienne, sans héritiers direct, a désigné pour lui succéder Pierre Orseolo (1011-1046), fils de sa sœur et du doge de Venise, qui se dispute le trône avec son cousin Sámuel Aba, fils d’un prince bulgare[11]. Le futur roi de Hongrie André Ier trouve refuge à Kiev où il épouse Anastasie, fille de Iaroslav le Sage[12].
- Automne : Henri le Noir est associé à la couronne de Bourgogne par son père l'empereur Conrad à la diète de Soleure[13].
- 15 décembre : Eudes de Poitiers devient comte de Poitiers et duc d'Aquitaine à la mort de Guillaume le Gros[14].
- Le duc Bretislav Ier de Bohême envahit la Pologne (1038-1039). Il marche jusqu’à Gniezno et rapporte à Prague la dépouille de saint Adalbert[15]. La Silésie est rattachée à la Bohême (1038-1054).
- Hardeknut de Danemark conclut un accord avec Magnus le Bon de Norvège pour aller reconquérir l’Angleterre. Le traité détermine que si l'un des deux rois meurt sans héritiers, l'autre hérite de son royaume[16].